# أرت تاكر
أرت تاكر (بالإنجليزية: Art Tucker)‏ (29 يناير 1959 - ) هو ملاكم أمريكي.

## روابط خارجية
- أرت تاكر على موقع بوكس ريك (الإنجليزية) (registration required)